# Emilio De Bono
Emilio De Bono (ur. 19 marca 1866 w Cassano d’Adda, zm. 11 stycznia 1944 w Weronie) – włoski marszałek, faszysta.
Uczestnik I wojny światowej (od 1916 – generał), współorganizator partii faszystowskiej, a także uczestnik marszu na Rzym (był jednym z kwadrumwirów). Członek Wielkiej Rady Faszystowskiej. W latach 1925–1929 gubernator Trypolitanii. W latach 1929–1935 minister do spraw kolonii Królestwa Włoch. W latach 1932–1933 opracowywał plan podboju Etiopii. Od 1935 marszałek, w tymże roku przez kilka miesięcy piastował stanowisko gubernatora Erytrei. Poparł odsunięcie Benita Mussoliniego od władzy w lipcu 1943. Po uwolnieniu Mussoliniego i jego powrocie do władzy został oskarżony o zdradę, osądzony w procesie pokazowym i rozstrzelany.

## Odznaczenia
Został odznaczony następującymi odznaczeniami:
- Krzyż Wielki Orderu Wojskowego Włoch (1936)
- Wielki Oficer Orderu Wojskowego Włoch (1928)
- Komandor Orderu Wojskowego Włoch (1918)
- Kawaler Orderu Wojskowego Włoch (1913)